# Deidt
Deidt è stato un costruttore americano di auto da corsa presente nelle gare statunitensi negli anni quaranta e cinquanta.
Ha partecipato alla 500 Miglia di Indianapolis dal 1947 al 1952 vincendola due volte con Mauri Rose (1947, 1948) ed una con Bill Holland (1949).
Tra il 1950 e il 1960 la 500 Miglia di Indianapolis faceva parte del Campionato mondiale di Formula 1, per questo motivo la Deidt ha all'attivo anche 3 Gran Premi in F1, con un 2º e 3º posto conquistati da Holland e Rose nell'edizione 1950.